# Fundación eclesiástica
Una fundación eclesiástica es, de hecho, un contrato "do ut facies", donde una persona se compromete a algo pactado previamente con otra.
Más específicamente entendemos que se trata de fundación cuando un patrimonio, que puede estar constituido tanto por bienes muebles como inmuebles, es cedido a una autoridad eclasiástica determinada para su sustentación, posible gracias a los intereses recibidos, y el cumplimiento de las cargas impuestas como contrapartida, de las que él es el responsable. Por lo general estas cargas o tareas encomendadas solían ser la realización de un número concreto de misas, rezadas o cantadas, para la salvación del alma del difundo y, posiblemente, también de la de sus familiares, si bien también existían otras posibilidades. Cada misa tenía un precio variable.
Estas tierras, pues, estaban igualmente obligadas al pago de impuestos, pero no podían verse afectadas por la desamortización.
Las Fundaciones Pías, consideradas como una variante de éstas, responden a una intención similar, aunque suelen estar enfocadas, más específicamente, al cumplimiento de tareas más bien caritativas.
Otro concepto estrechamente relacionados es el de capellanía. Estas constituyen un beneficio eclesiástico, simple o complejo, originándose a partir de una fundación. Pese a la gran diversidad de denominaciones existente podemos, en realidad, basarnos en una división en dos tipos principales: las Capellanías colativas y las Memorias de misa. Mientras que en el primer caso el patrimonio es cedido a la Iglesia, que lo incorporará de forma permanente a su patrimonio, en el segundo se crea un vínculo, con lo que se mantinene una cierta autonomía y un cierto control por parte de las familias.
Una Fundación genera un beneficio eclesiástico y un beneficiado. El beneficio es el derecho de recibir los frutos generados por aquellos bienes, así como a oficiar las misas; existen diversas clases: beneficio simple/doble, beneficio mayor/menor o beneficio regular/secular. El beneficiado, en esta lógica, es la persona que posee tal derecho. Distinguimos entre beneficiado propio y beneficiado servidero.
Las Fundaciones y Beneficios, que se integran en la documentación de tipo administrativo de las iglesias, eran controladas mediante las llamadas visitas pastorales. En ellas se revisaban el número de fundaciones, el patrono o fundador, las cargas, etc. Es por ello que este tipo de documentación es de especial interés para los estudios históricos, especialmente por lo que respecta a aspectos de tipo socioeconómico.
Este tipo de actuación fue una práctica frecuente durante la Alta Edad Media, así como en Época Moderna y Contemporánea.
Si bien en un principio perseguían la reducción del tiempo de estancia en el purgatorio, como motivación exclusivamente religiosa, también es cierto que algunas familias pudientes recurrían a ellas como una estrategia que les permitía, por ejemplo, el encubrimiento de mayorazgos de segundogenitura.
- Datos: Q5871625